# كرايغ باكر
كرايغ باكر (بالإنجليزية: Craig Packer)‏ هو عالم بيئة أمريكي، ولد في 1950 في فورت وورث في الولايات المتحدة.